# Sala Paulo VI
Vista da Sala Paulo Vl a partir do telhado da Basílica de São Pedro
A Sala Paulo VI (em italiano:  Aula Paolo VI), também conhecida como Salão das Audiências Pontifícias, ou Sala Nervi (a partir do seu arquiteto), é um edifício em Roma cujo nome vem do Papa Paulo VI, com capacidade para 6300 pessoas sentadas, projetado em concreto armado pelo arquiteto italiano Pier Luigi Nervi e completado em 1971. A sala foi construída em terreno doado pelos Cavaleiros de Colombo.
Situa-se parcialmente na Cidade do Vaticano; entretanto, a maior parte do prédio situa-se na Itália: a parte italiana do edifício é tratada como uma área extraterritorial da Santa Sé e a sala é utilizada pelos Papas como uma alternativa à Praça de São Pedro, quando da realização da Audiências Gerais nas manhãs de quarta-feira . Ela está dominada por uma escultura pesando oito toneladas, feita de liga de bronze/cobre, esculpida por Pericle Fazzini, intitulada La Resurrezione (italiano para A Ressurreição). Uma pequena sala de reuniões, conhecida como Sala do Sínodo (Aula del Sinodo), está localizada no prédio. Este salão fica na extremidade leste, num pavimento superior ao do salão principal.

## Teto solar
Em 25 de maio de 2007 foi revelado que o telhado do edifício estava para ser coberto com 2.400 painéis fotovoltaicos, gerando energia elétrica suficiente para abastecer todos os sistemas de aquecimento, arrefecimento e as necessidades de iluminação do edifício durante todo o ano. O sistema foi doado pela SolarWorld, uma fabricante alemã, tendo sido avaliado em 1,5 milhão de dólares. O sistema de geração foi oficialmente colocado em serviço em 26 de novembro de 2008, tendo sido premiado naquele mesmo ano pelo European Solar Prize, na categoria "arquitetura solar e desenvolvimento urbano".